# Chris Squire
Christopher Russell Edward Squire (Londra, 4 marzo 1948 – Phoenix, 27 giugno 2015) è stato un bassista e cantante britannico, cofondatore del gruppo rock progressivo degli Yes, unico componente presente in tutti gli album in studio del gruppo fino alla data della sua morte.

## Biografia
Chris Squire nacque nel sobborgo londinese di Kingsbury e da piccolo cantò nel coro della chiesa. Nel 1964 fu sospeso da scuola perché "portava i capelli lunghi", e non vi fece mai ritorno. Fin da giovanissimo coltivò un grande amore per la musica, spaziando ecletticamente dalla musica corale e religiosa al Merseybeat dei primi anni sessanta. In quegli anni fondò dapprima un gruppo di nome The Syn e poi i Mabel Greer's Toyshop, che si trasformarono nella prima incarnazione degli Yes, con Jon Anderson alla voce, Peter Banks alla chitarra, Tony Kaye alle tastiere e Bill Bruford alla batteria.
Gli Yes incisero il loro primo album (omonimo) nel 1969, e sono attivi tutt'oggi. Squire, in particolare, fu l'unico membro a partecipare ad ogni progetto del gruppo.
La musica degli Yes è stata l'occupazione principale di Squire negli anni; i suoi lavori come solista o in altri progetti sono stati relativamente pochi. Il suo primo e unico vero album solista è stato Fish Out of Water del 1975, che è uno dei lavori solisti di membri degli Yes più amati dai fan del gruppo. L'album fu inciso nel periodo di Relayer e questo disco vede la partecipazione di altri due membri della "famiglia Yes": Bill Bruford alla batteria e Patrick Moraz alle tastiere.
Nel 1981 Squire fece parte per breve tempo di una band chiamata XYZ, insieme ad Alan White e Jimmy Page (ex Led Zeppelin); il gruppo però incise solo alcune demo e si sciolse poco dopo.
Squire ha anche collaborato al progetto Esquire, con l'ex moglie Nikki, e con il gruppo World Trade di Billy Sherwood.
Più tardi, Squire diede vita al progetto Conspiracy con Billy Sherwood; l'album di debutto di questa band, omonimo, pubblicato nel 2000, contiene diversi temi poi ripresi dagli album recenti degli Yes (in particolare Open Your Eyes). Il secondo lavoro dei Conspiracy è stato The Unknown, pubblicato nel 2003. Nel 2007 approfitta di un periodo di temporanea inattività degli Yes per pubblicare un album solista di "canzoni di Natale", Swiss Choir.
Nel 2012, insieme all'ex Genesis Steve Hackett, ha preso parte ad un progetto chiamato Squackett (dall'intersezione dei cognomi dei due artisti) dal quale è nato l'album A Life Within a Day.
Squire è morto il 27 giugno 2015 a 67 anni, un mese dopo la diagnosi di un'eritremia acuta.
Chris Squire era soprannominato "Fish" ("pesce"), parola poi associata a molti suoi lavori, come ad esempio il titolo del suo album solista, Fish Out of Water, e l'assolo di basso Schindleria Praematurus (The Fish) contenuto nell'album Fragile (1971). Squire era del segno dei Pesci, ma il soprannome sembra essergli stato assegnato dal batterista Bill Bruford, all'inizio della loro carriera con gli Yes, quando il bassista allagò una stanza d'albergo a Oslo facendo la doccia.

## Strumentazione
Il basso che Squire utilizzava di norma è un Rickenbacker 4001, che suonava dal 1965; fu il terzo Rickenbacker 4001 importato in Inghilterra dagli Stati Uniti (il primo fu acquistato da Paul McCartney). Questo strumento, con il suo suono netto e distorto, è un elemento chiave del suono di Squire, basato anche sulla tecnica del bi-amping: i suoni bassi dello strumento vengono inviati a un amplificatore da basso e quelli alti a un amplificatore da chitarra, producendo una sorta di 'sandwich' tonale che acquisisce un effetto overdrive pur mantenendo la potenza dei toni bassi tipica del modello. Squire è stato anche uno dei primi bassisti a utilizzare effetti come il tremolo, il phaser e il wah-wah.

## Discografia

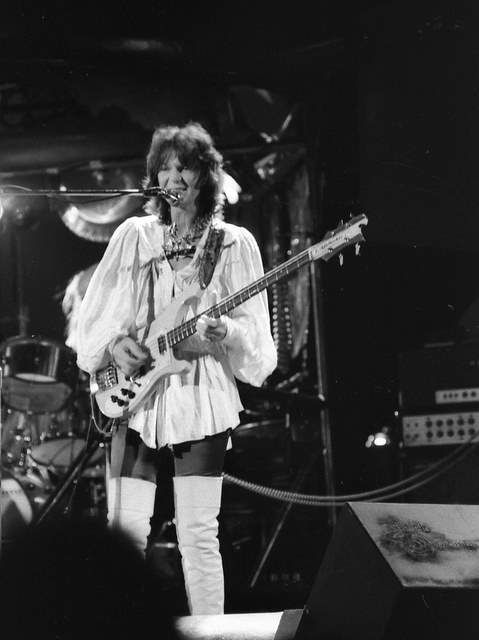
Chris Squire nel 1973

### Solista
- Fish Out of Water (1975)
- Chris Squire's Swiss Choir (2007)

### Con i Conspiracy
- Conspiracy 2000 (2000)
- The unknown (2003)

#### Con Squackett (Chris Squire & Steve Hackett)
- A Life Within a Day (2012)

### Con gli Yes
- Discografia degli Yes, fino al 2015